# Canton de la Ferté-Saint-Aubin
Le canton de la Ferté-Saint-Aubin est une circonscription électorale française du département du Loiret.
Le canton est créé en 1790 et est modifié en 1801 et 1931. À la suite du redécoupage cantonal de 2014, les limites territoriales du canton sont remaniées. Le nombre de communes du canton passe de six à sept plus une fraction de la ville d'Orléans. Le redécoupage des arrondissements intervenu en 1926 n'a pas affecté le canton de la Ferté-Saint-Aubin.

## Histoire
- Le canton de la Ferté-Saint-Aubin a été créé le 15 février 1790 sous la Révolution française[1].
- Sous le Premier Empire, Vannes intègre le canton à la suite de la suppression du canton de Tigy en 1801[5].
- De 1833 à 1848, les cantons de La Ferté-Saint-Aubin et de Notre-Dame-de-Cléry avaient le même conseiller général. Le nombre de conseillers généraux était limité à 30 par département[6].
- Sous la Troisième République, la commune de Vannes-sur-Cosson est transférée du canton de la Ferté-Saint-Aubin vers le canton de Jargeau en 1931[5].
- Sous la Cinquième République, un nouveau découpage territorial du Loiret (département) entre en vigueur à l'occasion des premières élections départementales suivant le décret du 25 février 2014[4]. Les conseillers départementaux sont, à compter de ces élections, élus au scrutin majoritaire binominal mixte. Les électeurs de chaque canton élisent au Conseil départemental, nouvelle appellation du Conseil général, deux membres de sexe différent, qui se présentent en binôme de candidats. Les conseillers départementaux sont élus pour 6 ans au scrutin binominal majoritaire à deux tours, l'accès au second tour nécessitant 12,5 % des inscrits au 1er tour. En outre la totalité des conseillers départementaux est renouvelée. Ce nouveau mode de scrutin nécessite un redécoupage des cantons dont le nombre est divisé par deux avec arrondi à l'unité impaire supérieure si ce nombre n'est pas entier impair, assorti de conditions de seuils minimaux[7]. Dans le Loiret, le nombre de cantons passe ainsi de 41 à 21. Le nombre de communes du canton de la Ferté-Saint-Aubin passe de 6 à 7 et une fraction cantonale.
- Le nouveau canton de la Ferté-Saint-Aubin est formé de communes des anciens cantons de La Ferté-Saint-Aubin (6 communes), de Saint-Jean-le-Blanc (1 commune) et de la partie de la commune d’Orléans non incluse dans les cantons d’Orléans-1, d’Orléans-2, d’Orléans-3  et d’Orléans-4. Il est entièrement inclus dans l'arrondissement d'Orléans. Le bureau centralisateur est situé à La Ferté-Saint-Aubin[8].

## Représentation

### Conseillers généraux de 1833 à 2015
| Période                                  | Période              | Identité                        | Étiquette             | Qualité |
| ---------------------------------------- | -------------------- | ------------------------------- | --------------------- | --- |
| 10 novembre 1833                         | 1842                 | Nicolas Mathurin Fustier        |                       | Notaire Maire de Cléry canton de Cléry-La Ferté-Saint-Aubin |
| 27 novembre 1842                         | 1848 (décès)         | Sylvain Étienne Berthier-Bardon |                       | Juge de paix à la Ferté-Saint-Aubin Maire de La Ferté-Saint-Aubin, conseiller d'arrondissement canton de Cléry-La Ferté-Saint-Aubin                                            |
| 27 août 1848                             | 1852                 | Eugène Briquet                  |                       | Propriétaire à La Ferté-Saint-Aubin |
| 7 août 1852                              | 1870                 | Ernest Dupré de Saint-Maur      |                       | Auditeur au Conseil d'État, puis Propriétaire Maire de Ligny-le-Ribault (1859-1878)                                                                                            |
| 12 juin 1870                             | 1877                 | Charles Pierre                  |                       | Propriétaire Maire de La Ferté-Saint-Aubin |
| 8 novembre 1877                          | 1889                 | Georges Dupré de Saint-Maur     | Droite                | Propriétaire Maire de Ligny-le-Ribault (1878-1902) |
| 28 juillet 1889                          | 1907                 | Paul Debrou                     | Droite                | Avocat Maire de Ménestreau-en-Villette |
| 28 juillet 1907                          | 1912 (décès)         | Robert Wilfrid Bossange         | Républicain           | Propriétaire Maire de La Ferté-Saint-Aubin |
| 27 septembre 1912                        | 1925                 | Auguste Recullé                 | Radical               | Propriétaire Maire de Ménestreau-en-Villette (1893-1925) |
| 19 juillet 1925                          | 1940                 | Jean Martin                     | URD puis PSF          | Maire de Ménestreau-en-Villette (1925-1947) Mandat interrompu en 1940 Membre de la Commission administrative départementale (1941-1943) Nommé conseiller départemental en 1943 |
|                                          |                      | Seconde Guerre mondiale         |                       | |
| 1945                                     | 1958                 | Léon Cassonnet                  | SFIO                  | Directeur d'école honoraire Maire de La Ferté-Saint-Aubin (1945-1958) |
| 1958                                     | 1970                 | Jacques Martin                  | DVD puis UNR puis UDR | Maire de La Ferté-Saint-Aubin (1947-1949, 1958-1959 et 1967-1970) |
| 1970                                     | 1982                 | Jean-Claude Groeninck           | PSU puis PS           | Maire de La Ferté-Saint-Aubin (1971-1989) Président du CADOS (Comité d'action pour le développement et l'ouverture de la Sologne)                                              |
| 1982                                     | février 2015 (décès) | Xavier Deschamps                | RPR puis UMP          | Banquier Maire de Marcilly-en-Villette (1970-2014) Vice-président du conseil général du Loiret                                                                                 |
| Les données manquantes sont à compléter. |                      |                                 |                       | |

#### Résultats électoraux détaillés
- Élections cantonales de 2001 : Xavier Deschamps (RPR) est élu au 1er tour avec 57,56 % des suffrages exprimés, devant Henri Rivière (PS) (17,93 %), Marc Brynhole (PCF) (15,87 %) et Hortense de Brou de Laurière (FN) (8,64 %). Le taux de participation est de 74,34 % (7 134 votants sur 9 596 inscrits)[14].
- Élections cantonales de 2008 : Xavier Deschamps (UMP) est élu au 1er tour avec 56,33 % des suffrages exprimés, devant Manuela Chartier (PS) (21,71 %) et Marc Brynhole (PCF) (16,35 %). Le taux de participation est de 73,11 % (7 633 votants sur 10 440 inscrits)[14].

### Conseillers d'arrondissement (de 1833 à 1940)
| Période                                  | Période      | Identité                                                    | Étiquette | Qualité |
| ---------------------------------------- | ------------ | ----------------------------------------------------------- | --------- | --- |
| 1833                                     | 1836         | Louis Sébastien Gaudet                                      |           | Notaire, maire de La Ferté-Saint-Aubin                                                                      |
| 1836                                     | 1842         | Sylvain Étienne Berthier-Bardon (1788-1848)                 |           | Notaire, maire de La Ferté-Saint-Aubin                                                                      |
| 1842                                     | ap.1852      | Antoine Georges Rogier (1800-1883)                          |           | Notaire à Orléans                                                                                           |
|                                          |              |                                                             |           | |
|                                          | 1899 (décès) | Louis Charles Roland Aupépin de La Motte Dreuzy (1838-1899) |           | Propriétaire à Sennely                                                                                      |
|                                          |              |                                                             |           | |
| 10 nov. 1912                             |              | Gabriel Fromont                                             | Rad.      | Maire de La Ferté-Saint-Aubin                                                                               |
|                                          | 1940         | Sylvain Baron                                               | Rad.      | Propriétaire à La Ferté-Saint-Aubin                                                                         |
| 1940                                     |              |                                                             |           | Les conseils d'arrondissement ont été suspendus par la loi du 12 octobre 1940 et n'ont jamais été réactivés |
| Les données manquantes sont à compléter. |              |                                                             |           | |

### Conseillers départementaux depuis 2015
| Période élective | Période élective | Mandat | Mandat   | Identité            | Nuance | Nuance | Qualité                                                            |
| ---------------- | ---------------- | ------ | -------- | ------------------- | ------ | ------ | ------------------------------------------------------------------ |
| 2015             | 2021             | 2015   | 2021     | Christian Braux     |        | LR     | Maire de Saint-Cyr-en-Val (2005-2020)                              |
| 2015             | 2021             | 2015   | 2021     | Anne Durand-Gaborit |        | LR     | Gestionnaire administrative et comptable Maire de Ligny-le-Ribault |
| 2021             | 2028             | 2021   | en cours | Christian Braux     |        | LR     | Conseiller sortant                                                 |
| 2021             | 2028             | 2021   | en cours | Anne Gaborit        |        | LR     | Conseillère sortante                                               |

### Résultats détaillés

#### Élections de mars 2015
À l'issue du 1er tour des élections départementales de 2015, deux binômes sont en ballottage : Christian Braux et Anne Gaborit (Union de la Droite, 38,45 %) et Michèle Bardot et Emmanuel Fournier (Union de la Gauche, 22,48 %). Le taux de participation est de 50,69 % (10 272 votants sur 20 266 inscrits) contre 49,98 % au niveau départemental et 50,17 % au niveau national.
Au second tour, Christian Braux et Anne Gaborit (Union de la Droite) sont élus avec 59,76 % des suffrages exprimés et un taux de participation de 47,91 % (5 271 voix pour 9 709 votants et 20 267 inscrits).

#### Élections de juin 2021
Le premier tour des élections départementales de 2021 est marqué par un très faible taux de participation (33,26 % au niveau national). Dans le canton de la Ferté-Saint-Aubin, ce taux de participation est de 32,61 % (6 679 votants sur 20 480 inscrits) contre 32,6 % au niveau départemental. À l'issue de ce premier tour, deux binômes sont en ballottage : Christian Braux et Anne Gaborit (LR, 36,3 %) et Emmanuel Dupuis et Cecile Hubert (DVG, 28,27 %).
Le second tour des élections est marqué une nouvelle fois par une abstention massive équivalente au premier tour. Les taux de participation sont de 34,36 % au niveau national, 32,79 % dans le département et 32,74 % dans le canton de la Ferté-Saint-Aubin. Christian Braux et Anne Gaborit (LR) sont élus avec 59,08 % des suffrages exprimés (3 717 voix pour 6 706 votants et 20 484 inscrits),,. 

## Composition

### Composition avant 2015

Situation du canton de la Ferté-Saint-Aubin dans le département du Loiret avant 2015.

Le canton de la Ferté-Saint-Aubin, d'une superficie de 365 km2, est composé de six communes.
| Nom                              | Code Insee | Codepostal | Superficie (km2) | Population (dernière pop. légale) | Densité (hab./km2) |
| -------------------------------- | ---------- | ---------- | ---------------- | --------------------------------- | ------------------ |
| La Ferté-Saint-Aubin (chef-lieu) | 45146      | 45240      | 86,12            | 7 199 (2012)                      | 84                 |
| Ardon                            | 45006      | 45160      | 53,65            | 1 104 (2012)                      | 21                 |
| Ligny-le-Ribault                 | 45182      | 45240      | 59,21            | 1 295 (2012)                      | 22                 |
| Marcilly-en-Villette             | 45193      | 45240      | 62,66            | 2 032 (2012)                      | 32                 |
| Ménestreau-en-Villette           | 45200      | 45240      | 53,62            | 1 472 (2012)                      | 27                 |
| Sennely                          | 45309      | 45240      | 49,32            | 679 (2012)                        | 14                 |

### Composition à partir de 2015
| Nom                                          | Code Insee | Intercommunalité         | Superficie (km2) | Population (dernière pop. légale)                 | Densité (hab./km2) | Modifier                                    |
| -------------------------------------------- | ---------- | ------------------------ | ---------------- | ------------------------------------------------- | ------------------ | ------------------------------------------- |
| La Ferté-Saint-Aubin (bureau centralisateur) | 45146      | CC des Portes de Sologne | 86,12            | 7 317 (2022)                                      | 85                 | modifier les données · modifier les données |
| Ardon                                        | 45006      | CC des Portes de Sologne | 53,65            | 1 201 (2022)                                      | 22                 | modifier les données · modifier les données |
| Ligny-le-Ribault                             | 45182      | CC des Portes de Sologne | 59,21            | 1 255 (2022)                                      | 21                 | modifier les données · modifier les données |
| Marcilly-en-Villette                         | 45193      | CC des Portes de Sologne | 62,66            | 2 185 (2022)                                      | 35                 | modifier les données · modifier les données |
| Ménestreau-en-Villette                       | 45200      | CC des Portes de Sologne | 53,62            | 1 385 (2022)                                      | 26                 | modifier les données · modifier les données |
| Orléans                                      | 45234      | Orléans Métropole        | 27,48            | Fraction : 13 345 (2022) Commune : 116 344 (2022) | 4 234              | modifier les données · modifier les données |
| Saint-Cyr-en-Val                             | 45272      | Orléans Métropole        | 44,23            | 3 430 (2022)                                      | 78                 | modifier les données · modifier les données |
| Sennely                                      | 45309      | CC des Portes de Sologne | 49,32            | 680 (2022)                                        | 14                 | modifier les données · modifier les données |
| Canton de la Ferté-Saint-Aubin               | 4505       |                          |                  | 30 798 (2022)                                     |                    | modifier les données                        |

Le nouveau canton de la Ferté-Saint-Aubin comprend :
1. sept communes entières,
2. la partie de la commune d'Orléans non incluse dans les cantons d'Orléans-1, d'Orléans-2, d'Orléans-3 et d'Orléans-4.

## Démographie

### Évolution démographique

#### Démographie avant 2015
En 2012, le canton comptait 13 781 habitants.
| 1962  | 1968  | 1975  | 1982   | 1990   | 1999   | 2006   | 2011   | 2012   |
| ----- | ----- | ----- | ------ | ------ | ------ | ------ | ------ | ------ |
| 8 164 | 7 604 | 7 834 | 10 205 | 11 625 | 12 562 | 13 488 | 13 694 | 13 781 |

#### Démographie depuis 2015
En 2022, le canton comptait 30 798 habitants, en évolution de +0,88 % par rapport à 2016 (Loiret : +1,89 %, France hors Mayotte : +2,11 %).
| 2013   | 2018   | 2022   |
| ------ | ------ | ------ |
| 30 241 | 30 669 | 30 798 |

| 1962  | 1968  | 1975  | 1982   | 1990   | 1999   | 2006   | 2011   | 2012   |
| ----- | ----- | ----- | ------ | ------ | ------ | ------ | ------ | ------ |
| 8 164 | 7 604 | 7 834 | 10 205 | 11 625 | 12 562 | 13 488 | 13 694 | 13 781 |

### Âge de la population
La pyramide des âges, à savoir la répartition par sexe et âge de la population, du canton de la Ferté-Saint-Aubin en 2009 ainsi que, comparativement, celle du département du Loiret la même année sont représentées avec les graphiques ci-dessous.
La population du canton comporte 49 % d'hommes et 51 % de femmes. Elle présente en 2009 une structure par grands groupes d'âge similaire à celle de la France métropolitaine.
Il existe en effet 105 jeunes de moins de 20 ans pour cent personnes de plus de 60 ans, alors que pour la France l'indice de jeunesse, qui est égal à la division de la part des moins de 20 ans par la part des plus de 60 ans, est de 1,06. L'indice de jeunesse du canton est également inférieur à celui du département (1,1) et supérieur à celui de la région (0,95).
| Hommes | Classe d’âge | Femmes |
| ------ | ------------ | ------ |
| 0,4    | 90 ans ou +  | 1,2    |
| 6,5    | 75 à 89 ans  | 9,1    |
| 15,7   | 60 à 74 ans  | 15,0   |
| 22,3   | 45 à 59 ans  | 22,2   |
| 19,3   | 30 à 44 ans  | 20,1   |
| 15,6   | 15 à 29 ans  | 13,9   |
| 20,3   | 0 à 14 ans   | 18,4   |

| Hommes | Classe d’âge | Femmes |
| ------ | ------------ | ------ |
| 0,4    | 90 ans ou +  | 1,1    |
| 6,6    | 75 à 89 ans  | 9,5    |
| 13,4   | 60 à 74 ans  | 13,9   |
| 20,1   | 45 à 59 ans  | 20,0   |
| 20,3   | 30 à 44 ans  | 19,5   |
| 19,3   | 15 à 29 ans  | 17,7   |
| 19,9   | 0 à 14 ans   | 18,2   |